# Imperiale Überdehnung
Imperiale Überdehnung (Engl. imperial overstretch) beschreibt die Tendenz mächtiger Staaten mit großem geographischem Einflussbereich, ihre materiellen und personellen Ressourcen an einer Vielzahl von Einsatzorten gleichzeitig einzusetzen und ihre Kräfte damit zu überfordern.
Eine imperiale Überdehnung kann den beginnenden Niedergang eines Imperiums anzeigen. Paul Kennedy untersuchte in seinem Geschichtswerk Aufstieg und Fall der großen Mächte, das 1987 erschien, die ökonomische und militärische Entwicklung multinationaler Staaten seit der europäischen Renaissance. Kennedys zentrale These besagt, dass die Machtstellung von Staaten immer der Höhe ihrer ökonomischen Gesamtproduktion entspreche. Er beschreibt einen gleichbleibenden Verlauf von Aufstieg, Überdehnung, Erschöpfung und Abstieg. Daraus leitete er Prognosen ab: er sagte den Abstieg der Sowjetunion und der Vereinigten Staaten voraus, die ihren Zenit überschritten hätten, den Aufstieg Japans und Chinas und unter bestimmten Bedingungen auch den der Europäischen Union.

## Historische Beispiele
Im 6. Jahrhundert eroberte das byzantinische Reich ehemals römische Gebiete in Italien und Nordafrika von den Ost- und Westgoten zurück. Auf die hierdurch verursachte imperiale Überdehnung reagierte der oströmische Kaiser Maurikios mit der Gründung der Exarchate von Ravenna 584 und Karthago 590.
Imperiale Überdehnung drohte auch dem britischen Weltreich, das zur Zeit seiner größten Ausdehnung (1922) ein Viertel der Landfläche und ein Viertel der Bevölkerung der Erde umfasste. Auch hier wurde das Problem durch Delegation von Macht und Verwaltungsaufgaben gelöst – in Indien etwa an lokale Fürsten, in Ägypten und Sudan an den Khediven von Kairo und in den Dominions durch das Statut von Westminster, das aus den Dominions de facto nach innen unabhängige Staaten machte.
In der zweiten Hälfte des 20. Jahrhunderts rückte die „imperiale Überdehnung“ der Sowjetunion in den Fokus des politischen Interesses. Der „zweite Ring“ aus Staaten in ihrem Einflussbereich, die nach 1945 in den „Einflussbereich“ der Sowjetunion gelangt seien und der aus den nicht zum Staatsgebiet der Sowjetunion gehörenden Staaten des späteren Warschauer Paktes bestanden habe, habe, so Adomeit, die geopolitischen Fähigkeiten der Sowjetunion überfordert. Die unvorhergesehen lange Dauer der Teilung Deutschland sei der „normativen Kraft des Faktischen“ und einem bürokratischen Beharrungsvermögen geschuldet gewesen. Die DDR aber habe sich ebenso wenig wie die Sowjetunion der Globalisierung anpassen können, Modernisierung und Innovation seien ausgeblieben, die wirtschaftlichen Kosten für die DDR und für den Erhalt des Imperiums insgesamt zu hoch geworden. 1988/89 seien dann in den Staaten des Warschauer Pakts die kommunistischen Regime kollabiert, zugleich sei die Sowjetunion wirtschaftlich immer deutlicher verfallen.